# Pohár přátelství v orientačním běhu
Pohár přátelství v orientačním běhu - Družba bylo neoficiální mistrovství socialistických států v orientačním běhu. Závody se konaly každoročně v letech 1976 až 1990. Právo účasti měly země socialistického (východního) bloku: ČSSR, SSSR, NDR, MLR, PLR, BLR a RSR. Každý rok se závody konaly v jiné zemi. Poslední dva roky (1989 a 1990) se soutěž otevřela i dalším zemím. S pádem východního bloku a odstraněním „železné opony“ tato soutěž zanikla.

## Historie
V roce 1976 se na návrh SSSR konala první soutěž v ruském SSSR. Zúčastnili se jí, stejně jako další roky, zástupci SSSR, Bulharska, Maďarska, Polska a Československa. V roce 1983 se připojilo Rumunsko. Poslední dva ročníky byly vyhlášen jako "otevřené mistrovství" a např. v roce 1989 se zúčastnila i norská, finská a rakouská výprava.

## Formát soutěží
Formát soutěže se několikrát měnil. Nejprve šlo o utkání pouze dospělých, později přibyl i dorost.
- V letech 1976-1985 se konaly individuální a štafetové závody na klasických tratích v mužské i ženské soutěži. Štafety po 3 členech.
- Od roku 1980 se mužské štafety skládaly ze čtyř členů.
- Od roku 1983 se i ženské štafety skládaly ze čtyř členů.
- V roce 1986 přibyly individuální a štafetové závody dorostenců a dorostenek.
- Od roku 1989 byly závody rozšířeny o krátkou trať (označované jako sprint). Závody byly otevřeny i pro týmy z dalších zemí.

## Přehled závodů
| 1.  | 26.-27. 7. 1976     | SSSR | Pskov           | Muži, Ženy (jednotlivci a štafety)                                 |           |
| 2.  | 27.-30. 7. 1977     | ČSSR | Jičín           | Muži, Ženy (jednotlivci a štafety)                                 | ČSSR      |
| 3.  | 20.-23. 5. 1978     | BLR  | Kazanlak        | Muži, Ženy (jednotlivci a štafety)                                 | ČSSR      |
| 4.  | 6.-7. 10. 1979      | NDR  | Buckow          | Muži, Ženy (jednotlivci a štafety)                                 | ČSSR      |
| 5.  | 16.-18. 5. 1980     | PLR  | Vratislav       | Muži, Ženy (jednotlivci a štafety)                                 | ČSSR      |
| 6.  | 10.-11. 11. 1981    | MLR  | Tata            | Muži, Ženy (jednotlivci a štafety)                                 | ČSSR      |
| 7.  | 11.-12. 9. 1982     | SSSR | Čerkasy         | Muži, Ženy (jednotlivci a štafety)                                 | SSSR      |
| 8.  | 22.-23. 10. 1983    | ČSSR | Nový Bor        | Muži, Ženy (jednotlivci a štafety)                                 | ČSSR      |
| 9.  | 21.-23. 10. 1984    | BLR  | Tutrakan        | Muži, Ženy (jednotlivci a štafety)                                 | ČSSR      |
| 10. | 27.-29. 9. 1985     | NDR  | Drážďany        | Muži, Ženy (jednotlivci a štafety)                                 | ČSSR      |
| 11. | 19.-21. 9. 1986     | PLR  | Wałcz           | Muži, Ženy, Junioři, Juniorky (jednotlivci a štafety)              | SSSR/SSSR |
| 12. | 19.-20. 9. 1987     | MLR  | Veszprém        | Muži, Ženy, Dorostenci, Dorostenky (jednotlivci a štafety)         | ČSSR/ČSSR |
| 13. | 17.-18. 9. 1988     | SSSR | Kaniv           | Muži, Ženy, Dorostenci, Dorostenky (jednotlivci a štafety)         | SSSR/SSSR |
| 14. | 31. 8. - 3. 9. 1989 | ČSSR | Třinec          | Muži, Ženy, Dorostenci, Dorostenky (sprint, jednotlivci a štafety) | ČSSR/ČSSR |
| 15. | 7.-9. 9. 1990       | NDR  | Bad Blankenburg | Muži, Ženy, Dorostenci, Dorostenky (sprint, jednotlivci a štafety) |           |